# さわかみオペラ芸術振興財団
公益財団法人 さわかみオペラ芸術振興財団（さわかみオペラげいじゅつしんこうざいだん 英文名称：The Sawakami Opera Foundation）は、「日本にオペラ文化を広め、多くの人々に心の贅沢を味わっていただき、それが人生の豊かさにつながっていく」という考えのもと、オペラ公演の制作や若き芸術家への活動支援、教育支援を目的として設立された。投資信託会社「さわかみ投信」の関連団体である。2017年2月27日に公益財団法人化。
日本中にオペラ文化を広げるために、公演の開催だけでなく将来を見据えた人材の育成も行っている。学閥のようなしきたりに捉われず、実力と情熱にて挑戦する歌手等を本場のイタリアに送り込んだり、他方でイタリアから超一流の楽団を招聘している。文化芸術は大衆のものという大義の下、誰もがオペラを楽しめるよう、文化遺産を借景に野外で興行も実施している。屋外オペラ公演は、姫路城、京都国立博物館、平城宮跡、熊本城、名古屋城、法隆寺などで開催してきた。
創設者の澤上篤人は、2025年5月のブログで、「いまは全国5か所だが、地元民を合唱に巻き込んだ本格的なオペラ活動がすごく盛り上がってきている。我々のところでもやりたい、そう言ってきている候補地も含めると、来年中にも9ヶ所になる勢いである。おそらくだが、5年もすると全国で20ヶ所ぐらいの地方で、さわかみオペラ財団ならではの賑わいとなっていよう。」「一般的にはプロの歌手たちによるオペラ公演と、市民オペラとは別物となっている。その点、さわかみオペラ財団が繰り広げている全国展開は、プロのレベルに市民を引き上げたオペラ公演をやるのだ。音大を出ていないどころか、楽譜も読めない一般市民を数年かけて特訓し、そこそこ歌えるようにまでなってもらう」と述べていた。

## 沿革
- 2014年（平成26年）8月8日設立
- 2017年（平成29年）2月27日 公益財団法人に移行

## 主な活動
- 「2015年度 イタリア留学助成対象者選抜オーディション」助成対象者：岸七美子、武井基治、原璃菜子、松藤夢路、加藤史幸、神戸薫子、竹之内淳子、寺田宗永

- 「京都国立博物館 2015 日伊共同制作オペラ『道化師』公演」（2015年9月13日 京都国立博物館 特設ステージ）

- 「2015日伊共同制作オペラ『道化師』姫路公演（野外オペラ）」（2015年9月17日、19日 姫路城 備前丸 特設ステージ）

- 「2016年度 イタリア留学助成対象者選抜オーディション」助成対象者：梨谷桃子、井出壮志朗、藤山仁志、岸浪 愛学、上田純子、大川博

- 「ジャパン・オペラ・フェスティヴァル2016奈良公演　野外オペラ『トゥーランドット』」（2016年9月22日、24日 奈良県平城京跡 第一次大極殿前特設ステージ）

- 「2017年度 イタリア留学助成対象者選抜オーディション」助成対象者：岡村実和子、朝枝恵利子、相原里美、田中絵里加、松中哲平

- 「2018年度 イタリア留学助成対象者選抜オーディション」助成対象者：後田 翔平、黒田詩織

- 「2019年度 海外留学助成対象者選抜オーディション」助成対象者：岡田 昌子、水野 友貴、佐々木 有紀

- 「2020年度 海外留学助成対象者選抜オーディション」助成対象者：天沼 朝子、相樂 和子、髙畠 伸吾

- 「2022年度 海外留学助成対象者選抜オーディション」助成対象者：大田原 瑶、大塚 啓